# Bystrá nad Jizerou
Bystrá nad Jizerou – gmina w Czechach, w powiecie Semily, w kraju libereckim. Według danych z dnia 1 stycznia 2013 liczyła 122 mieszkańców.
W miejscowości znajduje się jeden z 19 drewnianych, krytych mostów w Czechach. Most w Bystrej powstał w 1922 roku w miejscu wcześniejszych mostów kamiennych i posiada wymiary: 24 metry długości, 3 metry szerokości oraz 5 metrów wysokości.